# Branford Marsalis
Branford Marsalis (New Orleans, 26 agosto 1960) è un sassofonista statunitense di musica jazz.
Marsalis si esibisce suonando vari tipi di sassofono: contralto, soprano e tenore.

## Biografia
Branford Marsalis è il fratello maggiore della folta schiera di musicisti jazz appartenenti alla famiglia Marsalis, il cui membro più famoso è probabilmente il trombettista Wynton. Branford deriva il proprio stile da John Coltrane e dal post bop, ma è dotato di una propria personalità e inventiva musicale che si rivela soprattutto  quando improvvisa o suona in trio. Nel 1980 esordisce da professionista nei Jazz Messengers di Art Blakey ma li lascia per un breve intervallo con il trombettista Clark Terry e poi vi torna suonando il sax alto. Chiamato dal fratello Wynton nel suo gruppo vi resta per tre anni.
Nel 1984 Miles Davis lo chiama a suonare nel disco Decoy. Da questo momento Branford splende di luce propria, abbandona il fratello e si unisce nel 1985 al progetto di Sting per l’album The Dream of the Blue Turtles e il successivo tour mondiale, una scelta che suscita diverse polemiche per l'apparente adesione alla musica pop rock. Terminata l'esperienza con l'ex cantante dei Police, si rimette a capo del suo quartetto composto da valorosi musicisti tra i quali Kenny Kirkland e Jeff "Tain" Watts incidendo una serie di ottimi dischi. 
Nel 1987 recita nel film Getta la mamma dal treno con Danny DeVito e Billy Crystal nel ruolo di Lester, e collabora nuovamente con Sting per l’album ...Nothing Like the Sun.
Nel 1992 viene scritturato come direttore musicale dello show televisivo Jay Leno's Tonight Show e ha un enorme successo. Nel 2003 incide dal vivo un disco importante e complesso, interamente  basato sull'improvvisazione, che trae ispirazione dai quadri del pittore afroamericano Romare Bearden.
Nel 2007 registra il brano Djin Djin con Angélique Kidjo ed Alicia Keys. L'album omonimo della Kidjo ha avuto il riconoscimento del Best Contemporary World Music Album nell'edizione 2008 dei Grammy Award.

## Discografia
- 1984 - Scenes in the City
- 1985 - The Dream of the Blue Turtles - Sting (A&M Records)
- 1986 - Romances for Saxophone con la English Chamber Orchestra, 1986 CBS/SONY BMG
- 1986 - Royal Garden Blues
- 1986 - Bring on the Night - Sting (A&M Records)
- 1987 - Renaissance
- 1987 - ...Nothing Like the Sun - Sting (A&M Records)
- 1988 - Random Abstract
- 1989 - Trio Jeepy
- 1989 - Do the Right Thing
- 1990 - Mo' Better Blues
- 1990 - Crazy People Music
- 1991 - The Beautyful Ones Are Not Yet Born
- 1991 - The Soul Cages - Sting (A&M Records)
- 1992 - I Heard You Twice the First Time - Grammy Award Best Jazz Instrumental Performance
- 1993 - Bloomington
- 1993 - Harbor Lights - Bruce Hornsby - Grammy Award per il brano Rainbow's Cadillac
- 1994 - Buckshot LeFonque
- 1996 - Loved Ones
- 1996 - The Dark Keys
- 1996 - Mercury Falling - Sting (A&M Records)
- 1997 - Music Evolution
- 1999 - Requiem
- 1999 - Brand New Day - Sting (A&M Records)
- 2000 - Contemporary Jazz - Grammy Award Best Jazz Instrumental Album
- 2001 - Creation
- 2002 - Footsteps of our Fathers
- 2003 - Romare Bearden Revealed
- 2004 - Eternal
- 2004 - A Love Supreme Live in Amsterdam - DVD
- 2006 - Braggtown
- 2009 - Metamorphosen
- 2011 - Songs of myrth and melancholy duo con il pianista Joey Calderazzo (Marsalis Music)
- 2012 - Four MFs playin' tunes (Marsalis Music)
- 2019 - The Secret Between the Shadow and the Soul (Branford Marsalis Quartet)

## Filmografia

### Cinema
- Getta la mamma dal treno (Throw Momma from the Train), regia di Danny DeVito (1987)
- La baia di Eva (Eve's Bayou), regia di Kasi Lemmons (1997)

## Doppiatori italiani
Nelle versioni in italiano delle opere in cui ha recitato, Branford Marsalis è stato doppiato da:
- Christian Iansante ne La baia di Eva